# اليانور باركر
اليانور باركر (بالإنجليزية: Eleanor Parker)‏ (و. 1922 – 2013 م) هي ممثلة، وممثلة تلفزيونية، من الولايات المتحدة الأمريكية، ولدت في سيدارفيل، توفيت في بالم سبرينغس، عن عمر يناهز 91 عاماً.

## وصلات خارجية
- اليانور باركر على موقع IMDb (الإنجليزية)
- اليانور باركر على موقع روتن توميتوز (الإنجليزية)
- اليانور باركر على موقع ألو سيني (الفرنسية)
- اليانور باركر على موقع تيرنر كلاسيك موفيز (الإنجليزية)
- اليانور باركر على موقع أول موفي (الإنجليزية)
- اليانور باركر على موقع قاعدة بيانات برودواي على الإنترنت (الإنجليزية)
- اليانور باركر على موقع قاعدة بيانات برودواي على الإنترنت (الإنجليزية)
- اليانور باركر على موقع قاعدة بيانات الأفلام السويدية (السويدية)
- اليانور باركر على موقع إن إن دي بي (الإنجليزية)
- اليانور باركر على موقع قاعدة بيانات الفيلم (الإنجليزية)